# Ramdew Ramcharan
Ramdew Ramcharan, ook wel Ramdeo (circa 1936/1937 - Paramaribo, 5 september 2004) was een Surinaams dammer.

## Biografie
Ramcharan nam in 1969 deel aan het toernooi dat NAKS organiseerde ter gelegenheid van het bezoek van de twee damprominenten Ton Sijbrands en Aad Ivens. Hier behaalde hij de tweede plaats, achter Sijbrands op nummer een. Hij werkte in deze jaren bij de Bruynzeel Suriname Houtmaatschappij en kreeg betaald verlof voor deelname in 1970 aan het WK-kandidatentoernooi (Challence Mondial) in Monaco. Hier eindigde hij op plaats zeven. In de jaren 1970 en begin jaren 1990 stond hij zesmaal op het podium van het Surinaams Kampioenschap: tweemaal als eerste, tweemaal als tweede en tweemaal als derde. Daarnaast werd hij in 1976 tweede tijdens de Cup van Amerika. In 1976 werd hij onderscheiden met de titel Federatiemeester (MF).

## Palmares
Hij speelde tijdens de volgende internationale kampioenschappen of bereikte bij de andere wedstrijden de eerste drie plaatsen:
| Jaar | plaats | kampioenschap                                          |
| ---- | ------ | ------------------------------------------------------ |
| 1970 | 7e     | WK kandidatentoernooi 1970, Monaco                     |
| 1971 | Goud   | Surinaams Kampioenschap                                |
| 1973 | Zilver | Surinaams Kampioenschap                                |
| 1975 | Brons  | Surinaams Kampioenschap                                |
| 1976 | Zilver | Cup van Amerika                                        |
| 1979 | Goud   | Surinaams Kampioenschap                                |
| 1991 | Zilver | Surinaams Kampioenschap                                |
| 1992 | Brons  | Surinaams Kampioenschap                                |
| 1992 | 6e     | Pan-Amerikaans Kampioenschap, Sao Sebastiano, Brazilië |